# Ogulnius infumatus
Ogulnius infumatus är en spindelart som beskrevs av Simon 1897. Ogulnius infumatus ingår i släktet Ogulnius och familjen strålspindlar. Inga underarter finns listade i Catalogue of Life.